# Gerbille d'Éthiopie
Gerbillus pulvinatus
Espèce
Synonymes
- Gerbillus bilensis Frick, 1914

Statut de conservation UICN

 LC  : Préoccupation mineure
La Gerbille d'Éthiopie (Gerbillus pulvinatus ou Gerbillus (Gerbillus) pulvinatus) est une espèce qui fait partie des rongeurs. C'est une gerbille de la famille des Muridés qui fréquente les plaines et steppes de Djibouti, Éthiopie et Kenya.